# ヤクト・ドーガ
ヤクト・ドーガ (JAGD DOGA) は、「ガンダムシリーズ」に登場する架空の兵器。有人操縦式の人型機動兵器「モビルスーツ」(MS)のひとつ。初出は1988年公開のアニメーション映画『機動戦士ガンダム 逆襲のシャア』（以下『CCA』）。
新生ネオ・ジオン軍の主力量産機ギラ・ドーガの改良型で、特殊な能力を持つ「ニュータイプ (NT)」および「強化人間」用に開発された試作機。ギュネイ・ガスおよびクェス・パラヤ（クェス・エア）が搭乗、それぞれの機体は塗装や頭部形状、携行武装が異なるが、性能的な違いはない。
劇中でギュネイ機は主人公アムロ・レイが搭乗するνガンダムに撃墜されるが、クェス機は損傷しつつも残存し、『CCA』の後の時代を描いた『機動戦士ガンダムUC』のアニメ版などでは「袖付き」仕様に改修されて再登場している（パイロットは異なる）。

## デザイン
メカニックデザインは出渕裕が担当。ラフの段階では胴体はギラ・ドーガのものを使用し、頭部案にはキュベレイ系とドム系のものがあったが、キュベレイ系が採用された。基本形はギラ・ドーガということで各部に共通点があるが、ファンネルなどの武装の追加に伴い、バーニアの大型化、全体的なボリュームアップが施されている。ファンネルはサザビーと同種だが、背部に搭載しないことで差別化を図り、デザイン的なバリエーションを持たせている。全体のイメージは、サザビー同様、西洋甲冑のイメージを取り入れてデザインされている。猛禽類のようにも見える頭部は、ローマのガレー船のイメージでデザインしたという。出渕の癖を一番取り入れたデザインなので、ほかの出渕デザインのMSとはラインが異なる。
最初は「サイコ・ドーガ」という名称だったが、そちらの名前はMA（のちのα・アジール）に使おうということになったので、「MS駆逐型モビルスーツ」ということから、出渕がヤクト（狩人）・ドーガと名付けた。

## 設定解説
宇宙世紀0090年代に開発された、ネオ・ジオンのNT専用試作型MS。当時のネオ・ジオンは生産能力をα・アジールに振り向けていたことから、本機は量産機であるギラ・ドーガのムーバブルフレームをもとに設計される。
アナハイム・エレクトロニクスのグラナダ工場が開発を担当し、前駆となるギラ・ドーガ（サイコミュ試験タイプ）を経て完成する。
ギラ・ドーガ自体はサイコミュの搭載を想定した設計ではないため、新開発のサイコフレームを採用することでサイコミュ機器の小型化と同時に追従性を高め、特定の部分では要求性能を達成している。また、ギラ・ドーガの1.6倍の出力を発生するジェネレーターを採用し、アビオニクス配置も改変。同時にチタン合金セラミック複合材からガンダリウム合金製装甲材への変更といった改修によって、通常のMSと比較しても高い性能を発揮するに至る。しかしながら、ギラ・ドーガをベースとしたためにバランスが悪化したうえ、その性能値はネオ・ジオン総帥シャア・アズナブル大佐が要求するものには至らないことから新たにサザビーが開発され、本機は2機が試作されるに留まる。それでも本機の戦闘力は非常に高く、新生ネオ・ジオンにとって貴重な戦力となる。特にファンネルを利用できるNTパイロットによる運用により、戦局に大きな影響を及ぼすほどの戦術的意味合いをもつ。

### 武装
ビーム・アサルトライフル
ギュネイ機が携行。複合センサーとレーザー・センサーを装備し、精密照準射撃と速射の切り替えが可能となっている。比較的小口径ながら標準的な威力をもち、軽量で取り回しやすい。センサー横にグレネード・ランチャーを装備。エネルギー・パックはバーチカル式。
メガ・ガトリングガン
クェス機が携行。「ビーム・ガトリングガン」とも呼ばれる。4本の銃身をもち、それらが回転することによってメガ粒子の圧縮チャンバーに掛かる負担の一部を逃し、従来よりも長いビームの連射が可能となっている。エネルギーの消費量は多いが、凄まじい破壊力を誇る。
ヒート・ナイフ付ビーム・サーベル
左腰のスラスター・ユニットに装備。鍔の部分に着脱式のヒート・ナイフを装備しているのが特徴。劇中ではヒート・ナイフの刃の部分が収納された状態で装備され、取り出した際にサバイバルナイフのような刃が飛び出していた。また、ヒート・ナイフが発熱してる描写は無い。
ファンネル
両肩のスラスター内蔵シールド（「ショルダー・シールド」または「ファンネル・ポート・シールド」とも呼ばれる）に3基ずつ懸架される、サイコミュ誘導式の小型ビーム砲端末。従来のファンネルに比べ稼働時間や運動性は格段に向上しており、サイコフレームの採用により追従性と即応性も向上している。また、エネルギーCAPシステムの大容量化により出力はビット並みの10.6メガワットを誇る。通常は円筒形だが、戦闘時には砲身が前方に伸び、後方のカバーが展開してスラスターが露出する。サザビーも同型のものを装備するが、本機では戦闘中にファンネルの再回収・再使用は想定されていない。ただし『CCA』劇中において、ファンネルを使用したあとに再び両肩に懸架されているカットがいくつか見られる。
劇中冒頭では5thルナのエンジンを狙い、リガズィのBWSから放たれたビームキヤノンを複数のファンネルが束になって阻止するという活かし方もされている。
ミサイル
ショルダー・シールド裏側に小型のものを3発ずつ装備。3連装のミサイル・ランチャーとも呼ばれるが、弾体は完全に露出している。通常は下向きに装備されているが、ショルダー・シールドの基部が回転するため、水平発射なども可能。敵機の接近に対してや、近距離戦闘での牽制に使用される。
メガ粒子砲内蔵シールド
表面に4基のメガ粒子砲を内蔵する攻防一体の兵装で、接近戦で威力を発揮する。ハンマ・ハンマのものを原型にメガ粒子砲をコンパクト化しているが、1基当たりの出力は9.3メガワットと大幅に向上している（標準的な威力とする資料もある）。ビーム用のエネルギーや収束装置を利用して、敵のビームの威力を減免することも可能。『CCA』劇中ではビーム・アサルトライフルやファンネルの攻撃に対し耐性を見せたジェガンのシールドを貫通し、その後ろの本体ごと破壊する高い威力をもった兵装として描写されている。
当初はさらに3基のインコムも搭載されているが、本機のサイコミュ・システムではファンネルとの同時使用が不可能であったため、インコムを除去したタイプが装備されている。

### クェス・パラヤ（クェス・エア）機
試作1号機。後頭部に飾りツノを装備し、モノアイ・シールドの周囲が縁取られている。塗装は赤と銀色を基調とする。シャアの乗機として赤く下地処理されるが、専用機としてサザビーが開発されることで搭乗者不在となり、予備機となる。その後、シャアを追ってネオ・ジオン入りしたクェスの乗機となり、2号機よりもファンネルのコントロール精度が高く、継戦能力を重視した武装と併せて戦闘支援向けのセッティングがなされる。
慣熟訓練後にルナツー占拠作戦で実戦参加。父・アデナウアー・パラヤの乗る連邦軍のクラップ級巡洋艦のブリッジを破壊した際、その寸前に同艦から放たれたミサイルにより右腕を破損する。作戦終了後はムサカに帰還するが、クェスはアクシズに先行したシャアを追って破損したままの本機で発進しようとするが「被弾したヤクト・ドーガなど放出してしまえ」という艦長の厄介払いな対応で発進を許された。クェスが強引にサザビーのコックピットに乗り移った為、本機は宇宙空間を漂流していたが後に回収され、クェスがα・アジールに搭乗するため、その後は登場しない。
小説『機動戦士ガンダム 逆襲のシャア』（ハイ・ストリーマー）では、クェスは最期までヤクト・ドーガに搭乗しており、作中にα・アジールは登場しない。
雑誌『ガンダムマガジン』第4号（1991年発行）掲載の漫画「νガンダム秘話 ネオ・ジオンの亡霊」では、赤い塗装の同型機が登場。女性パイロットが搭乗し、「シャアの反乱」から10か月後の宇宙世紀0094年に、追撃するジェガン部隊を振り切ってバリュートで地球に降下。この際にはビーム・アサルトライフルを携行している。さらに10か月後、海岸線で捜索隊のマサダ中尉が搭乗するνガンダムと交戦し、相討ちとなる。この時にはパイロットは搭乗せず、サイコミュの精神感応によって外部からコントロールをおこなっている。

#### 「袖付き」仕様
『機動戦士ガンダムUC』に登場。ネオ・ジオン残党「袖付き」が、残存したクェス機を修復・改修した機体。初出であるアニメ版、漫画版『機動戦士ガンダムUC バンデシネ』及び小説『機動戦士ガンダムUC 不死鳥狩り』の各作品で、一部仕様や作中での扱いが大きく異なる。
機体色はライト・カーキとグレーを基調に変更され、胸部と手首には「袖付き」特有のエングレービング調の装飾が施されている。「袖付き」の財政難から純正パーツの補充ができなかったため、破損した右腕や一部の武装はベース機であるギラ・ドーガのもので代用している。バックパックもギラ・ドーガのものに換装されているが、こちらは破損ではなく運用面での都合を考慮しての変更となっている。武装は指揮官用ギラ・ドーガのビーム・マシンガン。CAA劇中で右腕を丸ごと破損し、ギラ・ドーガのものを代用しているのでファンネルを装備するのはオリジナルのままの左腕だけだが、戦闘中に失ったのか左肩のファンネルは2基のみ確認できる。
アニメ版ではメガラニカ周辺宙域戦で登場。ファンネルによるオールレンジ攻撃で、ネェル・アーガマ隊のスターク・ジェガンと交戦している。この直後、ファンネルを肩のラックに帰還させるシーンが描かれているが、ヤクト・ドーガには本来ファンネルを回収しての再使用機能は無い。これは単純に「袖付き」が財政難に苦しむことから、高価なサイコミュ兵装を使い捨てるわけにはいかなかった事情による。パイロットの描写はなく、ニュータイプ能力者もしくは強化人間だと推察されるが、詳細なデータは残っていないとされる。
漫画版『バンデシネ』では、ファンネルの数が3基に増えており、左腕にシールドを装備している。ネェル・アーガマへと肉薄し、ガランシェール隊のギラ・ズールに撃破されている。外伝漫画『機動戦士ガンダムUC 『袖付き』の機付長は詩詠う』では、フル・フロンタル親衛隊のゼクスト・アーデ少尉がパイロットを務めている。
小説版『UC』の追補小説「不死鳥狩り」（第11巻に再録）では、小説版本編の最終決戦には登場しなかったシナンジュ用の巨大MA「ネオ・ジオング」のハル・ユニットを運搬するムサカ級巡洋艦の搭載機として登場。運搬中に発生した戦闘において、本機を臨時のコア・ユニットとすることでネオ・ジオングを起動させてユニコーンガンダム3号機 「フェネクス」と交戦する。しかし最終的には撃破され、ネオ・ジオングはシナンジュおよびフロンタルのもとに届かずに終わる。

### ギュネイ・ガス機
試作2号機。頭頂部に大型のアンテナを装備し、モノアイ・スリットの上部左右に眼のマーキングが施されている。塗装はエメラルド・グリーンと金色を基調とする。5th(フィフス)・ルナ落下作戦では、アムロ・レイの駆るリ・ガズィに苦戦するも5thの核パルス推進器を守りきり作戦を成功に導くが、アムロにより機体はかなり損耗し、それを理由に戦闘中にシャアに回収・帰還させられる。ルナツー占拠の際はクェスのヤクト・ドーガに随伴し、ジェガン8機をまたたく間に撃破する。また、アクシズ攻撃の第1陣として突入してきたリ・ガズィを戦闘不能にしたうえ、パイロットのケーラ・スゥを捕獲しマニュピュレーターで握りつぶし殺害する。その後、ラー・カイラムからアクシズへ放たれた核ミサイルをファンネルで全弾狙撃する。最終決戦ではクェスのα・アジールとともにνガンダムに挑むも、パイロットの技量と機体性能の両面で圧倒され、背後を取られたクェスを救おうと無理な姿勢で攻撃に出た際、バズーカとシールドを囮にした戦法に隙を突かれ、バックパックから首元にかけてビーム・ライフルの直撃を受けてあっさりと撃破されている。なお、劇中ではνガンダムの展開した防御シールドに困惑しながら、コックピット両脇から設定上存在しないバルカン砲らしき武装で攻撃するシーンがある。

#### ジェダ・ジェスカリオト機
漫画『ダブルフェイク アンダー・ザ・ガンダム』に登場。宇宙世紀0090年にレウルーラに搭載されている。武装はギュネイ機と共通だが、頭部形状がやや異なり、モノクロで塗色は不明だが塗り分けも異なる。
ジェダ・ジェスカリオト中尉が搭乗しDガンダム・サードと交戦、ビーム・サーベルでコックピットを貫いて一度は勝利するが、機体と敵パイロットは奇跡的に無事であり、そのまま再戦するも人員救助のため停戦となる。その後は不明。

## バリエーション

### ギーセン・ドーガ
スマートフォンゲームアプリ『機動戦士ガンダム U.C. ENGAGE』のイベント「アムロシャアモード」に登場（型式番号：MSN-03B）。
シャア曰く、新生ネオ・ジオン軍がAEグラナダ支社に発注した機体。開発経緯や技術的不明点があるサイコフレームの試験運用として用意された機体のひとつで、並行して開発が進められているヤクト・ドーガのパーツを流用している部分もあり各部の意匠は類似点が多い。サイコミュ試験タイプと同様にギラ・ドーガのムーバブル・フレームをベースにしているが、サイコフレーム内蔵のコックピット・ブロックを搭載するために胸部は大型化している。ファンネル搭載のショルダー・シールドは左肩のみで、右肩のシールドはギラ・ドーガと近いものに尖ったスパイクが3つ付いている。携行武装は試作ビーム・アサルトライフルとヒート・ナイフ付ビーム・サーベル。宇宙世紀0088年から0089年の間に開発完了。
ギュネイがのちのヤクト・ドーガと同様のカラーリングの機体（右肩シールドはダーク・グレーで、頭部の「眼」のマーキングはない）、ハイデマリー・ハウグが金色を基調に一部が銀色とダーク・グレーに塗り分けられた機体に搭乗する。シミュレーターでは、ハイデマリーがギュネイのタイムを破っている。その後、月面で両機が模擬戦をおこなうが、ジェガン2機と遭遇戦となりハイデマリー機が殲滅。しかし、ハイデマリーはサイコフレームと共振しすぎて感覚が鋭敏になり、パイロットとして使い物にならなくなる。また、5thルナ落下作戦でもギュネイはヤクト・ドーガではなく本機に搭乗しており、後述の『ベルトーチカ・チルドレン』のサイコ・ドーガと同様に、援護に来たシャアの指示により、ギュネイは渋々と中破しつつも破棄する程のダメージではなかった本機を放棄し撤退。シャアが意図的にアムロに本機を回収させた事でサイコフレームがνガンダムに移植されることとなる。その後ギュネイはヤクト・ドーガに搭乗するが、進化が手に取るように分かり、本機は外観は似ていても試作型であったことを実感すると独白している。

### ヤクト・ヴァイゼ
宇宙世紀0096年を舞台とするVR映画『機動戦士ガンダム：銀灰の幻影』に登場（型式番号：JW-001）。
非公式の傭兵組織「アージェント・キール」が、ネオ・ジオン残党軍に譲渡予定だったヤクト・ドーガのパーツを入手して独自改修した機体。オリジナルのサイコミュ系機器を全廃しつつセンサー類が強化され、ショルダー・シールドを一新するとともに推力容量が増大している。武装として、専用品のビーム・ショット・ランチャーを装備する。

### ヤクト・ドーガ量産型
「スーパーロボット大戦シリーズ」『バトルロボット烈伝』に登場するゲームオリジナルMS。敵NT部隊の配属機であり、緑色に塗装されている。外見はクェス機に酷似し、武装はギュネイ機と同一仕様である。

## 関連機体

### バギ・ドーガ
漫画『ダブルフェイク アンダー・ザ・ガンダム（誌面掲載時ACT.6～ACT.8）』に登場する機体。新生ネオ・ジオンのニュータイプ用実験機で、ギラ・ドーガとヤクト・ドーガの中間にあたり、旧フラナガン機関の流れをくむ研究所が開発した。
ゲーマルクや量産型キュベレイが、ファンネルの装備数と戦果が比例しなかった事例を反省して開発された機体。半自立式の「モビルビット（「ビー・ビット」という別名の記載もある）」という、昆虫のような姿のサイコミュ兵器を胴体に2基搭載している。それぞれウィルトンとウィルティーノというニックネームがつけられていて、ウィルトンが対人掃討用、ウィルティーノが敵艦中枢の破壊用とされている。
武装一覧には「スプゥン・ビット（ピクセル）」という武装も記載されているが、具体的にどれかは明らかでない。また、携行武装として銃剣のような形状のビームライフルが設定されている（劇中未登場）。

### サイコ・ドーガ（サイコ・ギラ・ドーガ）
PSYCHO DOGA
小説『機動戦士ガンダム 逆襲のシャア ベルトーチカ・チルドレン』に登場（型式番号：MSN-03-2）。劇場版のヤクト・ドーガに相当する機体。なお、『CCA-MSV』には同名の別機体（型式番号：NZ-222）が存在する。
雑誌『ニュータイプ』1988年6月号には、出渕によってヤクト・ドーガとは異なる外観で描かれたカラーイラスト（下半身はほぼ隠れている）が掲載された。その後、トレーディングカードゲーム『ガンダムウォー』で全身のイラストが描き下ろされた。また『ベルトーチカ・チルドレン』のコミカライズ版では、柳瀬敬之によって『ガンダムウォー』とは異なるアレンジで作画設定資料が描かれた。前述の同名の別機体との混同を避けるためか、『ガンダムウォー』など一時期の資料では「サイコ・ギラ・ドーガ」とも表記されたが、コミカライズ版および2020年のROBOT魂や2022年のHGUCで商品化された際には「サイコ・ドーガ」とされた。
開発はAE社が担当し、ギラ・ドーガをベースにしていることから「サイコ・ギラ・ドーガ」とも呼ばれるが、原型機とは一線を画す性能を誇る。サイコフレームを採用しており、両肩に計6基のファンネルを装備する。背部の3基のバインダーは独立稼働が可能で、加速力や機体の追従性が大幅に向上し、攻撃的な高機動戦闘をおこなえる機体として完成に至る。携行武装はビーム・アサルトライフルとビーム・ソード・アックス。また、専用のシールドの裏面にはギラ・ドーガと同型の連装グレネード・ランチャー2基と、ミサイル3基を装備する。カラーリングは白に近いライト・グレーを基調とし、額部やシールドに黄色で新生ネオ・ジオン軍のマークが描かれている。
劇中での活躍
2機が登場し、ともにグラーブ・ガス（映画『機動戦士ガンダム 逆襲のシャア』でのギュネイ・ガスに相当する）が搭乗する。1号機は5thルナ戦でアムロの駆るリ・ガズィの攻撃で大破した後、シャアはあえて回収せず5thルナに放置させ、ロンド・ベルに鹵獲させる。その結果、ラー・カイラムの整備クルーが機体を調査して発見したサイコフレームが取り出され、νガンダムのフレームに直接補強板のように組み込まれることとなった。2号機は最終決戦でベルトーチカ・イルマの駆るリ・ガズィと遭遇するが、彼女に宿ったアムロの子供の声に動揺したところをグレネード（カセット文庫版ではミサイル）で撃墜される。